# Baseballs historie
Baseballs historie strækker sig tilbage til begyndelsen af det 18. århundrede, hvor sporten formentlig udviklede sig fra lignende bat-og-bold-spil i Nordamerika. I 1845 blev det første formelle baseballregelsæt nedskrevet, og den første officielt anerkendte baseballkamp fandt sted den 19. juni 1846 i New Jersey, USA. Professionel baseball så dagens lys i 1869 i USA, og de følgende årtier var præget af adskillige grundlæggelser og opløsninger af professionelle ligaer. Fra starten af det 20. århundrede stod kun to ligaer tilbage som sejrsherrer, National League og American League, og de eksisterer den dag i dag.
I de første årtier af det 20. århundrede var nordamerikansk baseball en hårdt spillet sport med få scorede point, men dette ændrede sig i 1920'erne som følge af nogle centrale regelændringer samt fremkomsten af den stærke stjernespiller Babe Ruth. På det tidspunkt havde udbredt diskrimination igennem tre årtier sat en stopper for afroamerikaneres mulighed for at optræde på professionelt niveau, og det var først i 1947, at den sorte amerikaner Jackie Robinson endegyldigt brød baseballs farvebarriere.
Fra 1960'erne og frem var amerikansk baseball på det administrative plan præget af stridigheder mellem holdejere og spillere, og det udmøntede sig i flere strejker, hvoraf kulminationen var aflysningen af den sidste tredjedel af sæsonen i 1994. De efterfølgende år sørgede en offensiv eksplosion – anført af flere home run-kapløb – for, at sporten genvandt sin plads som "the National Pastime".
Professionelle ligaer blev også oprettet i blandt andet Cuba, Japan, Australien og visse europæiske lande før og umiddelbart efter 2. verdenskrig. Senere fulgte en lang række latinamerikanske ligaer og endelig resten af Østasien. Landsholdsturneringer har eksisteret siden 1930'erne, men de har ikke været særligt fremtrædende, og for nylig er baseball også blevet droppet som olympisk sport. Dette negative billede er forsøgt ændret med introduktionen af World Baseball Classic.

## Sportens opståen
Udviklingen af den separate sport baseball ud fra diverse bat-og-bold-spil er svær at spore præcist. Det er almindeligt accepteret, at moderne baseball er en nordamerikansk videreudvikling af det ældre spil "rounders" (en mellemting mellem rundbold og moderne baseball), omend visse historikere argumenterer imod denne påstand. Adskillige henvisninger til "baseball" og "bat-and-ball" er blevet fundet i engelske og amerikanske dokumenter fra starten af det 18. århundrede. Den tidligst kendte beskrivelse af sporten stammer fra en britisk udgivelse fra 1744, A Pretty Little Pocket-Book af John Newbery. Den indeholder træsnitsillustrationer af drenge, der spiller "base-ball", og viser en bane nogenlunde identisk med den moderne. Illustrationerne var suppleret med en beskrivelse af sporten på rimede vers. Den tidligst kendte utvetydige amerikanske diskussion af "baseball" er en lov fra 1791 i Pittsfield, Massachusetts, der forbyder udøvelse af baseball inden for en radius af 80 yards fra byens nye mødehus. Den engelske romanforfatter Jane Austen inkluderede en henvisning til børn, som spiller "base-ball" i en landsbygrønning, i hendes bog Northanger Abbery, der blev skrevet mellem 1798 og 1803 (men først udgivet i 1818).
Den første komplette dokumentation af en baseballkamp i Nordamerika er dr. Adam Fords førstehåndsbeskrivelse af en kamp, der fandt sted den 4. juni 1838 (Militia Muster Day) i Beachville, Ontario, Canada. Dette referat blev gengivet i en udgave af bladet Sporting Life fra 1886 i et brev fra dr. Matthew Harris, en tidligere Ontariobeboer. I 1845 var Alexander Cartwright fra New York primus motor for formaliseringen af et tidligt regelsæt (de såkaldte Knickerbocker Rules), hvorfra nutidens baseball har udviklet sig. Han havde også taget initiativet til at udskifte den bløde bold fra "rounders" med en mindre, hårdere bold. Der findes beskrivelser af, at Cartwrights klub, New York Knickerbockers, havde spillet kampe i 1845, men den første officielle baseballkamp i USA's historie anses for at have fundet sted den 19. juni 1846 i Hoboken, New Jersey, hvor "New York Nine" vandt 23-1 over Knickerbockers i fire innings.

## Baseball i USA

### Begyndelsen på den professionelle æra
Semiprofessionel baseball i USA begyndte i 1860'erne. I 1869 blev den første helt professionelle klub, Cincinnati Red Stockings, dannet, og de gik ubesejrede igennem en række kampe mod halvprofessionelle og amatørhold. I det efterfølgende årti blev baseball af amerikanske aviser benævnt "the National Pastime" (dansk: "nationens tidsfordriv") eller "National Game" (dansk: "nationalsport eller nationalspil"). Det første forsøg på at skabe et "major league" var National Association, som overlevede fra 1871 til 1875. Der hersker i dag strid mellem baseballhistorikere på spørgsmålet om, hvorvidt National Association rent faktisk kan tilskrives statussen "major league", og nutidens Major League Baseball medtager ikke National Association på listen over major leagues. National League, der stadig eksisterer i dag, blev grundlagt i 1876 som et svar på National Associations fejl og mangler. Adskillige andre major leagues blev dannet og opløst, men American League, der blev etableret i 1901 som et major league og stammede fra den mindre Western League, sejrede. Selvom de to ligaer var rivaler, aktivt kæmpede om de bedste spillere – ofte uden at tage hensyn til kontrakter i modstanderligaen – og indgik i bitre juridiske stridigheder, blev et minimalt fredsgrundlag etableret i 1903, og World Series så dagens lys det efterår. Den følgende sæson deltog National League-mestrene New York Giants imidlertid ikke, idet deres træner, John McGraw, nægtede at anerkende American Leagues major league-status. Året efter lod McGraw sig formilde, og Giants spillede mod Philadelphia Athletics i World Series.

### Spillet ændrer karakter, og farvebarrieren brydes
Sammenlignet med nutidens baseball blev der i kampene i starten af det 20. århundrede scoret relativt få point, og pitchers var en del mere succesfulde. I dette miljø optrådte den hidtil eneste danskfødte Major League Baseball-spiller, Olaf Henriksen, for Boston Red Sox i syv sæsoner fra 1911 til 1917. Det såkaldte "inside game", der søgte at "skrabe runs sammen", blev spillet mere voldsomt og aggressivt, end tilfældet er i dag. Ty Cobb beskrev sin æra ved udsagnet: "Baseball er ikke ulig en krig.". Denne periode, som siden er blevet kendt som "the dead-ball era" (dansk omtrent: "den døde bolds æra"), endte i 1920'erne som følge af flere regelændringer, der var fordelagtige for hitters, og opblomstringen af den legendariske baseballspiller Babe Ruth med sit fulde, kraftige sving. To af de nye regler var at flytte outfieldmuren tættere på infielden i de største stadioner samt en kraftig skærpelse af retningslinjerne for boldens størrelse og konstruktion, hvilket gav mulighed for at slå den længere. Den samlede effekt af disse to ændringer var, at spillerne blev i stand til at slå flere home runs, alt imens strategier fra perioden med "inside game", såsom stolen bases, blev mindre attraktive at benytte sig af (se grafen til højre).
I 1884 havde afroamerikaneren Moses Fleetwood Walker (og kortvarigt også hans bror Welday) spillet for Toledo Blue Stockings fra American Association, et daværende major league. En skade satte en stopper for Walkers baseballkarriere, og fra starten af 1890'erne udelukkede en "gentlemens aftale" – i form af baseballs farvebarriere – alle afroamerikanske spillere fra Major League Baseball og de dertilhørende minor leagues. Dette resulterede i dannelsen af adskillige Negro Leagues forbeholdt sorte baseballspillere. Den første sprække i denne uofficielle aftale opstod i 1946, da Jackie Robinson skrev kontrakt med National Leagues Brooklyn Dodgers og begyndte at spille for deres minor league-hold i Montreal. I 1947 blev Major League Baseballs farvebarriere endelig brudt, da Robinson debuterede for Dodgers. Selvom overgangen tog tid, er baseball sidenhen blevet fuldstændig integreret.
Major League Baseball udvidede til vestkysten af USA i 1958, da Brooklyn Dodgers og New York Giants flyttede til henholdsvis Los Angeles og San Francisco. Det første American League-hold på vestkysten var Los Angeles Angels, som blev grundlagt og medtaget i ligaen i 1961.
Pitchers dominerede igen sporten i 1960'erne og begyndelsen af 1970'erne. I starten af 1970'erne blev reglen om designated hitter (DH) foreslået. American League inkorporerede denne regel i 1973, hvorimod pitchers stadig batter for sig selv i National League i dag. DH-reglen udgør i dag den største forskel mellem de to ligaer.

### Strejker, doping og fornyet popularitet
På trods af baseballs popularitet og de høje lønninger i sporten i forhold til den gennemsnitlige amerikaners, viste spillerne deres utilfredshed fra tid til anden, da de mente, at holdejerne havde for meget kontrol og beholdt en uretfærdig stor del af indtægterne. Spillere på visse hold forsøgte en gang imellem at strejke, men kom for det meste tilbage, når deres jobs blev tilstrækkeligt truede. Det afslørede snyd i World Series 1919, "Black Sox-skandalen", var i en vis forstand en strejke eller i hvert fald et spilleroprør mod, hvad de opfattede som en nærig ejer. Men de strikse regler angående baseballkontrakter holdt generelt spillerne i kort snor.
Dette billede begyndte at ændre sig i 1966, da den forhenværende cheføkonomon for stålarbejderunionen Marvin Miller blev leder af baseballspillernes fagforening. Fagforeningen voksede sig meget stærkere, end den havde været hidtil, særligt ved afskaffelsen af den såkaldte "reserveklausul" – der sikrede, at holdejerne stadig besad rettighederne til en given spiller efter dennes kontrakt udløb – i midten af 1970'erne. Konflikter mellem ejerne og spillernes fagforening førte til større arbejdsnedlæggelser i 1972, 1981 og 1994. Strejken i 1994 resulterede i aflysning af World Series og blev ikke bragt i orden før foråret 1995. I løbet af denne periode blev mange officielle hverv, såsom håndhævelsen af disciplin over for spillerne og overvågelse af dommerne, og regulationer, som tidligere var blevet administreret separat af de to ligaer, forenet under én rubrik af Major League Baseball.
Mere glædeligt var det, at 1995 blev det år, hvor Cal Ripken, Jr. spillede sin kamp nummer 2.131 i træk, hvilket slog Lou Gehrigs rekord. Antallet af home runs øgedes kraftigt efter strejken. I slutningen af 1990'erne smadrede Mark McGwire og Sammy Sosa begge Roger Maris' ellers langtidsholdbare rekord for fleste home runs i én sæson, og i 2001 etablerede Barry Bonds den nuværende rekord på 73 home runs i en enkelt sæson. Bonds er også siden blevet indehaver af rekorden for flest home runs i karrieren. Selvom både McGwire, Sosa og Bonds gentagne gange blev anklaget for at have taget steroider, da dopingskandalen i baseball var på sit højeste i starten af det første årti i det nye årtusinde, hjalp deres præstationer med til at forny sportens popularitet efter stridighederne i 1994.

## Baseball i resten af verden

### En verdensomspændende sportsgren
Baseballs historie i Canada er forblevet tæt sammenknyttet med sportens historie i USA. I 1877 indeholdt den professionelle liga International Association hold fra begge lande. Selvom baseball er udbredt i Canada, og mange minor league-hold har hørt hjemme i landet, inkluderede de amerikanske major leagues ikke en canadisk klub før 1969, hvor Montreal Expos blev medlem af National League. Dernæst blev Toronto Blue Jays i 1977 indlemmet i American League. Blue Jays vandt World Series i 1992 og 1993 og er den dag i dag den eneste klub uden for USA, der har præsteret dette. I 2004 flyttede Major League Baseball Expos-holdet til Washington D.C., hvor holdet nu er kendt som Washington Nationals.
Den første officielle baseballliga uden for USA og Canada blev grundlagt i 1878 i Cuba, som stadig har en rig baseballtradition, og hvis landshold har været blandt verdens mest succesfulde siden internationale kampe begyndte i slutningen af 1930'erne. Professionelle baseballligaer begyndte også at dannes i andre lande mellem de to verdenskrige, blandt andet i Holland (dannet i 1922), Australien (1934), Japan (1936) og Puerto Rico (1938). Efter 2. verdenskrig blev der grundlagt professionelle ligaer i Italien (1948) og i mange latinamerikanske nationer, deriblandt Venezuela (1945), Mexico (1945) og den Dominikanske Republik (1951). I Asien har Korea (1982), Taiwan (1990) og Kina (2003) hver især professionelle ligaer.
Mange europæiske lande har ligeledes professionelle ligaer, men i forhold til de asiatiske og latinamerikanske ligaer bliver baseball generelt set som en nichesport her. På det seneste har sporten oplevet en voksende popularitet i de mere perifere lande, blandt andet på grund af Australiens overraskende sølvmedalje i baseball ved sommer-OL 2004. I 2007 blev en seks hold stor israelsk baseballliga skudt i gang. Turneringer mellem landshold, som fx Baseball World Cup og ved de olympiske lege, er blevet administreret af International Baseball Federation siden dennes grundlæggelse i 1938. I 2004 havde organisationen 112 medlemslande.
Siden starten af 1970'erne har den årlige Caribbean Series været en turnering for ligavinderne fra Puerto Rico, Venezuela, Mexico og den Dominikanske Republik. Confédération Européene de Baseball (dansk: europæiske baseballkonføderation), som blev dannet i 1953, organiserer en række turneringer mellem forskellige europæiske lande såvel som mellem landshold. Den første World Baseball Classic, der blev afholdt i marts 2006, havde en væsentligt mere prestigefyldt profil end tidligere landsholdsturneringer, hvilket skyldes, at den for første gang i historien kunne bryste sig af en betydelig mængde spillere fra det amerikanske Major League Baseball.

### Baseball tages af det olympiske program
Ved den 117. forsamling af den internationale olympiske komité i Singapore i juli 2005 besluttedes det ved afstemning ikke at afholde baseball- og softballturneringer ved sommer-OL 2012, men de vil forblive på det olympiske program til sommer-OL 2008, ligesom deres status vil blive taget op ved afstemning ved hvert efterfølgende sommer-OL. Selvom baseballs manglende publikumsappel i store dele af verden var en faktor i beslutningstagningen, var de vigtigste kritikpunkter sportens håndtering af dopingproblemet samt det faktum, at Major League Baseball ikke er villig til at holde en pause, mens de olympiske lege forløber, så dets spillere kan deltage – noget som National Hockey League nu gør under vinter-OL. På grund af baseballs faste sæsonstruktur og den fokus, som sportens fans har på pålideligheden af major league-statistikker fra sæson til sæson, ville det være sværere at indarbejde sådan en pause i Major League Baseball.

### Danmark
Baseball har haft en omskiftelig tilværelse i Danmark. Dansk Baseball Softball Forbund er stiftet i 1978, hvor de første officielle kampe også blev spillet. Første officielle DM blev spillet i 1980 med Munkene, Gentofte, som vindere. Samme år spillede landsholdet sine første kampe ved Nordeuropæisk Cup i Stockholm, Sverige. Efter 1983-sæsonen stoppede DM-turneringen i baseball, da de danske klubber i stedet beskæftigede sig med søstersporten softball. Først i 1992 blev der igen spillet om DM, og landsholdet deltog ligeledes igen ved europæiske turneringer. Det sidste DM i denne omgang blev afholdt i 2003, hvorefter det eneste tilbageværende hold, Copenhagen Fighters, i et par år deltog i den svenske liga. I skrivende stund er der ingen baseballhold i Danmark. I 2008 delte Dansk Baseball Softball Forbund sig, således at baseball sporten nu udelukkende bliver repræsenteret af Dansk Baseball Forbund.